# Leo Skiri Østigård
Leo Skiri Østigård (28 november 1999) is een Noors voetballer die doorgaans als verdediger speelt. Hij verruilde Brighton & Hove Albion FC in juli 2022 voor SSC Napoli. Østigård' debuteerde in maart 2023 in het Noors voetbalelftal.

## Carrière
Østigård genoot zijn jeugdopleiding bij Åndalsnes IF en Molde FK. Hij maakte op 4 juni 2017 zijn officiële debuut in het eerste elftal van Molde tijdens de competitiewedstrijd tegen Sarpsborg 08 FF. In het seizoen daarop werd hij verhuurd aan de Noorse tweedeklasser Viking FK.
In augustus 2018 legde de Engelse eersteklasser Brighton & Hove Albion FC hem voor drie seizoenen vast. Østigård speelde eerst een seizoen bij de jeugd van Brighton en werd vervolgens een seizoen uitgeleend aan FC St. Pauli en Coventry City.

## Erelijst
| Kampioen Serie A | 1× | 2022/23 |